# Alice Voinescu
Alice Voinescu (n. Steriadi, 10 februarie 1885, Turnu Severin – d. 4 iunie 1961 București) a fost o scriitoare, eseistă, profesoară universitară, critic de teatru și traducătoare română. A fost prima româncă doctor în filosofie (Sorbona, Paris, 1913). Teza sa de doctorat, publicată la Paris, trata școala filozofică neo-kantiană de la Marburg. În 1948 a fost pensionată de la catedră și a petrecut un an și șapte luni de închisoare la Jilava și la Ghencea. După detenție, a avut domiciliul obligatoriu în comuna Costești de lângă Târgu Frumos până în 1954.
A creat Catedra de estetică și istoria teatrului la Conservatorul Regal de Muzică și Artă Dramatică din București. A publicat cărți de filosofie, estetică și teatru. Postum îi apare și masivul Jurnal care acoperă perioada interbelică și cea comunistă.

## Date biografice
Se naște la 10 februarie 1885 la Turnu Severin într-o familie de intelectuali (tatăl său era avocatul Sterie Steriadi, doctor în Drept la Paris iar mama, Massinca Poenaru-descendentă a lui Petrache Poenaru). La vârsta de cinci ani știa deja să citească în limbile română și germană, iar la șase ani învață limba franceză. Are profesori particulari care o vor îndruma în științele exacte și umaniste. La vârsta de 15 ani citește Imitatio Christi. A studiat la Facultatea de Litere și Filozofie de la București unde audiază cursurile lui Titu Maiorescu, Constantin Rădulescu-Motru- este nepoata acestuia -, Pompiliu Eliade, Mihail Dragomirescu, Nicolae Iorga, etc. În 1908 își ia licența în filozofie cu Maiorescu, iar la insistențele acestuia, familia o trimite la studii în Germania și Franța pentru pregătirea unui doctorat. În 1909, la Leipzig audiază cursurile lui Th. Lipps și J. Volkelt, familiarizându-se și cu filozofia lui H. Cohen. La Paris îi audiază pe L. Brunschvieg, A. Lalande, G. Dumas și V. Delbos. La Universitatea din Marburg îl audiază pe H. Cohen și se împrietenește cu N. Hartmann. În 1913 obține doctoratul în filozofie la Sorbona, sub îndrumarea lui L. Levy-Bruhl. Teza sa de doctorat cu tema „L'interprétation de la doctrine de Kant par l'École de Marburg. Étude sur l'idéalisme critique” a fost publicată în Franța, în anul 1913, fiind apreciată în lumea academică occidentală. I se propune o catedră la o universitate din SUA și un post de lector la Paris pe care le refuză, căsătorindu-se în România cu avocatul Stello Voinescu în 1915. În 1922 devine profesor titular de estetică și istoria teatrului la Conservatorul de Artă Dramatică din București. Între 1925-1939, Alice Voinescu a fost invitată la reputatele decade de la Pontigny din Franța unde a cunoscut o serie de personalități de vârf din cultura franceză, cu unele dintre acestea întreținând ulterior numeroase corespondențe. La întoarcerea din Franța, în 1930 și 1932, vizitează Veneția și Florența, unde are revelația artelor plastice. În 1936 călătorește în Marea Britanie, cu scopul de a stabili în România o organizație religioasă după modelul "grupului Oxford". Între 1932 și 1942 realizează o serie de conferințe radiofonice pe subiecte culturale și feministe, conferințe care i-au atras atenția și lui Tudor Arghezi. În 1936 contribuie cu articole la Istoria Filozofiei Moderne, publicată de Societatea Română de Filozofie. De acum înainte se va axa doar pe teatru și reprezentări dramatice. Între 1939-1940 lucrează la un volum despre patru dramaturgi contemporani (Wedekind, Pirandello, Shaw și Claudel). A condus catedra de istoria literaturii dramatice la Conservatorul de Artă Dramatică și Muzică din București.
Conferințele sale erau considerate adevărate prelegeri de umanism. Cursurile sale universitare acopereau dramaturgia clasică franceză, tragedia greacă și drama elisabetană (cu precădere Shakespeare). A ținut și cursuri de sociologie la Înalta Școală de Asistență Socială, militând pentru emanciparea și educarea femeilor.
În 1940 ia atitudine publică împotriva asasinării lui N. Iorga de către legionari.
În 1948 a fost pensionată. A afirmat că O țară care își reneagă trecutul, nu are viitor.
În 1951 este arestată făcând un an și șapte luni de închisoare, urmați de domiciliu obligatoriu în satul Costești din apropierea localității Târgu-Frumos, unde rămâne până în ianuarie 1954 în condiții grele. Este ajutată de prieteni, de Rarincești, de Mariana Dumitrescu, soția compozitorului Ion Dumitrescu (vezi Scrisorile de la Costești). Tot în 1951 copiile rămase de la studiul Eschil, sunt distruse de comuniști. La intervențiile scrise ale lui Tudor Vianu, Mihail Jora (care își pierduse și el catedra de la Conservator), Perpessicius, Florica Muzicescu, Camil Petrescu, Victor Eftimiu sau Vasile Voiculescu, precum și la intervenția lui Petru Groza, este eliberată, trăind cu o pensie modică și din traduceri (din limbile engleză și germană-Kleist, Mann etc.). Continuă să își ajute apropiații și câțiva tineri discipoli, fie financiar, fie prin scris. Alice Voinescu era o figură proeminentă  a culturii românești. Era în corespondență cu cei mai mari filosofi și oameni de litere ai timpului. Se stinge în noaptea de 3 spre 4 iunie 1961. În diferite ocazii, Alexandru Paleologu a scris elogios despre Alice Voinescu, socotind-o cea mai mare oratoare pe care a ascultat-o.

## Distincții
- Ordinul Meritul Cultural în gradul de Cavaler cl. II, pentru litere (23 septembrie 1942)[6]

## Opera
Opera și activitatea i-au fost reapreciate postum.
La începutul anului 1983, criticul și comparatistul Dan Grigorescu se ocupă de republicarea și îngrijirea unor volume de estetică și istoria teatrului. După Revoluția din 1989, Maria Ana Murnu publică scrisorile morale și Jurnalul (editura Albatros, 1997), acesta din urmă, prefațat de Alexandru Paleologu, cuprinzând critici la adresa regimului sovietic (fragmente de jurnal apar și în volumul lui Stelian Tănase, Anatomia mistificării). Cazul Voinescu este, în acest sens, similar întrucâtva cu cel al filozofului Lucian Blaga, a cărui formație se detașa puternic de concepțiile materialiste promovate și susținute de noul regim din România.
Monica Lovinescu:
„Tăcerea exemplară și suferința asumată de Alice Voinescu dezvăluie o certă noblețe a împotrivirii, cultura fiind verificată cu riscurile pe care le presupune. Aceste riscuri, Alice Voinescu le-a înfruntat cu o simplitate ce venea de la gânditorii greci, la școala cărora ucenicise. Locul ocupat de Alice Voinescu în cultura românească nu e unul de împliniri orgolioase. Toată opera ei respiră o onestitate intelectuală atât de deplină, încât o anumită sfială, un fel de asceză cucernică par a o învălui. Ca și Mircea Vulcănescu, Alice Voinescu este dintre personalitățile ținând, mai degrabă, să se dăruiască semenilor decât unei opere personale. Erau prea multe de făcut în cultura noastră modernă și prea puțin timp pentru unii-rari-să nu considere că l-ar risipi consacrându-l operelor complete”
Arșavir Acterian:
„Alice Voinescu a fost pentru mulți oameni din jurul ei un balsam. Generoasă, altruistă, cultivată ca puține femei, plină de un anumit duh al unei anumite înțelepciuni morale și spirituale, ea -printre lecțiile sale inspirate de filozofie și literatură dramatică- inițiase pe meleagurile noastre și o mișcare așa-zis oxfordistă. În ședințele ce-au avut loc săptămânal-destul de frecventate-, asculta confesii dramatice și păsurile celor prezenți. Era o atmosferă de comuniune în care profesoara Alice Voinescu își spunea părerea despre cele auzite”
 (în Jurnal.1929-1945/1958-1990, p. 277, editura Humanitas, București, 2008)
Alexandru Paleologu:
„[...] grația ei învăluitoare și irezistibilă de aici venea: din calitatea ei de mare îndrăgostită. Deci, de mare aristocrată.”
Andrei Pleșu:
„Îmi dau foarte bine seama ce om de calitate trebuie să fi fost Alice Voinescu [...]. Alice Voinescu reprezintă un tip uman dispărut astăzi, produs de o lume de asemena dispărută [...]. Mare cititoare și comentatoare harnică a lecturilor sale, angajată patetic în traseele labirintice ale credinței, Alice Voinescu e unul dintre acele personaje benigne, cultivate, civilizate, pe care România interbelică le producea, adesea, și pe care răzătoarea comunistă le-a lichidat nemilos, dezlănțuit, fără altă motivație decât utopia grosolană și resentimentul. O grațioasă școală de fete intrată pe mâna unor plutonieri.”
 (în Dilema veche, nr. 268, 3 aprilie 2009)
Maria Ana Murnu:
„Alice Voinescu este una din rarele figuri pilduitoare, care trebuie să reînvie în cugetele noastre, căci ea a oferit culturii române nu numai o înaltă ținută intelectuală, dar și o exemplară rectitudine morală într-o vreme când multe minți strălucite se lăsau înșelate de gradilocvența unor ideologii mincinoase, adeverite de istorie ca devastatoare...”
 (în Cotidianul. Supliment cultural, Anul II, nr. 31 (64), 10 august 1992, p. 6.)

## Jurnalul
Jurnalul lui Alice Voinescu cuprinde însemnări despre perioada interbelică și postbelică, personalități ale culturii, întâlniri cu prietenii, printre care s-au numărat de-a lungul vietii: André Gide, Roger Martin du Gard, Paul Desjardins, Ernst Robert Curtius, Eugenio d’Ors – la Pontigny, în Franța, iar în România – Nicolae Iorga, Maruca Cantacuzino, George Enescu, Regina Maria, Marietta Sadova, Mircea Șeptilici, Gala Galaction, Vladimir Ghika etc. A fost comparat imediat de criticii literari cu jurnalul unei alte intelectuale interbelice, Jeni Acterian. De altfel, Jeni Acterian era o mare admiratoare a lui Alice Voinescu, pentru modelul său de feminitate și verticalitate morală. Din păcate, soțul ei (Stello Voinescu - cunoscut avocat în epocă) a înțeles-o prea puțin, preferând compania altor doamne, mai puțin dotate din punct de vedere intelectual, fapt mereu subliniat de autoarea jurnalului. Jurnalul (care numără aproape 900 de pagini) stă la baza unei piese de teatru Alice nu știe să moară, scrisă de Gheorghe Truță, pusă pentru prima dată în scenă de regizorul Mircea Cornișteanu la Teatrul Național din Craiova.
Alte documente apărute postum sunt Scrisori către fiul și fiica mea, volum apărut la editura Dacia și Scrisorile din Costești, apărute sub îngrijirea Constandinei Brezu la editura Albatros, cuprinzând corespondența purtată de Alice Voinescu  pe când se afla în satul Costești, cu o prietenă - Florica Rarincescu.

## Volume publicate (selectiv)
- L‘interprétation de la doctrine de Kant par l‘école de Marburg:Étude sur l‘idéalisme critique, Giard & Brière, 1913
- Montaigne. Omul și opera, Revista Fundațiilor Regale, București, 1936
- Aspecte din teatrul contemporan, Fundația Regală pentru Literatură și Artă, București, 1941
- Eschil, Rev. Fundațiilor Regale, București, 1946
- Dialoguri cu eroii tragici (1961)[7]
- Întâlnire cu eroi din literatură și teatru, ediție îngrijtă de Dan Grigorescu, Editura Eminescu, București, 1983, 840 pag.
- Scrisori către fiul și fiica mea, Editura Dacia, Cluj-Napoca, 1994
- Jurnal - Editura Albatros, București, 1997; 881 pag., ediție îngrijită, evocare, tabel biobliografic și note de Maria Ana Murnu; cu o prefață de Alexandru Paleologu
- Kant și școala de la Marburg, Editura Eminescu, București, 1999
- Scrisori din Costești, ediție îngrijită, studiu introductiv și note de Constandina Brezu, Editura Albatros, București, 2001